# Roman Wilkanowicz
Roman Tadeusz Wilkanowicz (ur. 27 lutego 1886 w Oporowie lub w 1909 w Poznaniu, zm. w 1944 w Warszawie) – polski grafik, poeta, dziennikarz i działacz społeczny; współorganizator powstania wielkopolskiego.

## Życiorys
Zarówno daty, jak i miejsca urodzenia oraz śmierci Romana Wilkanowicza pozostają sporne. Według Muzeum Karykatury im. Eryka Lipińskiego w Warszawie, Wilkanowicz urodził się w 1909 roku w Poznaniu, a zginął w 1944 podczas powstania warszawskiego. Materiały Biblioteki Kórnickiej wskazują, iż urodził się 27 lutego 1886 roku w Oporowie koło Kutna w rodzinie powstańca styczniowego, a zmarł w roku 1933.
Według Biblioteki Kórnickiej, w 1903 roku miał rozpocząć pracę jako robotnik w poznańskich Zakładach Hipolita Cegielskiego i dzięki pracy dziennikarskiej w periodyku Wielkopolanin, uzyskać stypendium rodziny Kościelskich na kontynuowanie nauki na Uniwersytecie Jagiellońskim.   
Wcielony do wojska niemieckiego w 1914 z frontu nadsyłał liryki wojenne do "Kuriera Poznańskiego". Pod koniec 1916 roku zdezerterował i ukrywał się w Poznaniu. Na początku 1918 roku został aresztowany i osadzony w więzieniu w Poznaniu, potem w twierdzy berlińskiej w Spandau, skąd został uwolniony dzięki rewolucji niemieckiej 9 listopada i wrócił do Poznania. Wszedł w szeregi rady Polskiej Organizacji Wojskowej, w której reprezentował nurt radykalny, opowiadał się za natychmiastową walką, uczestniczył w akcji szkolenia jej członków. Wraz z innymi 27 grudnia zajmował gmach muzeum, walczył pod koszarami 20. pułku artylerii, należał do oddziału wywiadowczego Jana Kalinowskiego. Był adiutantem Poznańskiego Batalionu Śmierci, który walczył na froncie litewsko-białoruskim (1919), korespondentem poznańskiej prasy podczas wojny polsko-bolszewickiej (1920).
Po powstaniu redagował w Poznaniu tygodnik "Rzeczpospolita", współpracował z "Przeglądem Porannym". Był jednym ze współzałożycieli klubu literacko-satyrycznego "Świt" (1920). Nie zrażony efemerycznością swoich działań rozpoczął wydawanie dwutygodnika humorystycznego "Hau, hau". Wydawał od 1928 roku poznański tygodnik satyryczno-humorystyczny "Pręgierz Poznański", który po roku upadł z braku funduszy. W l. 1929-30 razem z osobistym sekretarzem Witkacego, Arturem Marią Swinarskim wystawiał szopki satyryczne w „Różowej Kukułce” Ludwika Pugeta oraz kabaretach Ździebko i Klub Szyderców.
W 1928 roku ukazał się tom poezji i prozy Wilkanowicza "Bezimienni bohaterowie powstania wielkopolskiego". Wilkanowicz do znanych melodii ułożył teksty pieśni, które ukazały się jako "Pieśni żołnierskie", stąd zwany jest pieśniarzem Wielkopolski.
W latach 1927–1932 miał studiować na Wydziale Grafiki w Państwowej Szkole Sztuk Zdobniczych i Przemysłu Artystycznego w Poznaniu, naukę kontynuował na Wydziale Grafiki Akademii Sztuk Pięknych w Warszawie (1933–1937). Uprawiał drzeworyt, linoryt i litografię, zajmował się też karykaturą. Pisał monografię na temat rysownika Kazimierza Grusa.
W czasie okupacji brał czynny udział w działalności konspiracyjnej, należał do organizacji małego sabotażu „Wawer”. W styczniu 1941 został redaktorem i ilustratorem konspiracyjnego pisma „Zadra”, był też autorem rozlepianych w Warszawie ulotek wykonywanych w technice drzeworytu.
Wilkanowicz jest jednym z bohaterów filmu Powrót do Polski (1988) w reżyserii Pawła Pitery, gdzie został sportretowany przez Andrzeja Szczytkę, a także patronem jednej z ulic poznańskiej dzielnicy Ławica. 
Jako redaktor pism satyrycznych, znawca poznańskiej gwary i działacz społeczny stał się rzecznikiem nieuprzywilejowanych nowoczesnego świata – mieszkańców Poznania z dzielnic Chwaliszewa, Wildy i Zawad. Zagorzały przeciwnik wielkopolskiego separatyzmu i miejscowej endecji.
Jego grób znajduje się na Cmentarzu Garnizonowym Parku Cytadela w Poznaniu.